# Nœud d'Ashley
Le nœud d'Ashley est un nœud d'ajut  imbriquant deux nœuds simples, et qui est utilisé pour joindre les extrémités de deux cordes.

## Description
Le nœud d'Ashley est similaire à plusieurs nœuds d'ajut apparentés qui consistent en deux nœuds simples imbriqués, et en particulier le nœud de gabier. Ces nœuds apparentés diffèrent par la manière dont les deux nœuds simples constitutifs sont imbriqués.